# Équipe de Tunisie de volley-ball en 1965
En 1965, l'équipe de Tunisie de volley-ball participe aux premiers Jeux africains organisés à Brazzaville. Elle y remporte la médaille d'argent.

## Matchs
| Date            | Lieu        | Adversaire          | Score | Durée | Compétition | Meilleur marqueur | Référence |
| 18 juillet 1965 | Brazzaville | Liberia             | 3-0   | -     | JAPT        | -                 |           |
| 20 juillet 1965 | Brazzaville | République du Congo | 3-1   | -     | JAPT        | -                 |           |
| juillet 1965    | Brazzaville | Sénégal             | 3-0   | -     | JAPT        | -                 |           |
| juillet 1965    | Brazzaville | Cameroun            | 3-.   | -     | JADF        | -                 |           |
| juillet 1965    | Brazzaville | Égypte              | .-3   | -     | JAF         | -                 |           |

JA : match des Jeux africains de 1965.
PT Premier tour
DF Demi-finale
F Finale

## Effectif
- Hassine Belkhouja (Espérance sportive de Tunis)
- Chedly Fazaâ[1]
- Mustapha Annabi (Espérance sportive de Tunis)
- Mokhtar Karoui (Saydia Sports)
- Gilbert Cohen[1]
- Rachid Bey[1]
- Kamel Lakhdar (Espérance sportive de Tunis)
- Rafik El Kamel (Espérance sportive de Tunis)
- Abdellatif Naïli (Association sportive de Montfleury)
- Raouf Bahri (Espérance sportive de Tunis)
- Fethi Caïd Essebsi (Espérance sportive de Tunis)

Entraîneur : Ernö Henning